# Aeropuerto de Maya-Maya
El aeropuerto de Maya-Maya (IATA: BZV, OACI: FCBB) es un aeropuerto situado en la ciudad de Brazzaville, considerado como el más importante de la República del Congo.
En el 2004, el aeropuerto tuvo un total de 447.669 pasajeros. 

## Aerolíneas y destinos
| Aerolíneas             | Destinos                    |
| ---------------------- | --------------------------- |
| Afrijet Airlines       | Libreville                  |
| Air France             | París                       |
| CEIBA Intercontinental | Pointe-Noire                |
| Ethiopian Airlines     | Addis Abeba                 |
| ASKY Airlines          | Kinshasa, Lomé              |
| Kenya Airways          | Nairobi                     |
| Royal Air Maroc        | Casablanca                  |
| RwandAir               | Douala, Kigali              |
| TAAG Angola Airlines   | Luanda                      |
| Trans Air Congo        | Cotonú, Duala, Pointe-Noire |

- Datos: Q644963
- Multimedia: Maya-Maya Airport / Q644963